# (12652) Groningen
(12652) Groningen ist ein im Hauptgürtel gelegener Asteroid, der am 16. Oktober 1977 von dem niederländischen Astronomenehepaar Cornelis Johannes van Houten und Ingrid van Houten-Groeneveld entdeckt wurde. Die Entdeckung geschah im Rahmen der 3. Trojaner-Durchmusterung, bei der von Tom Gehrels mit dem 120-cm-Oschin-Schmidt-Teleskop des Palomar-Observatoriums aufgenommene Feldplatten an der Universität Leiden durchmustert wurden, 17 Jahre nach Beginn des Palomar-Leiden-Surveys.
Der Himmelskörper wurde am 26. Oktober 2018 nach der niederländischen Stadt Groningen benannt, die an ihrer Reichsuniversität Groningen das nach dem Astronomem Jacobus C. Kapteyn benannte astronomische Institut beheimatet.